# Dealul Perchiu (sit SCI)
Dealul Perchiu este o arie protejată (arie specială de conservare — SAC, sit de importanță comunitară — SCI) din România, desemnată în scopul protejării biodiversității și menținerii într-o stare de conservare favorabilă a florei spontane și faunei sălbatice, precum și a habitatelor naturale de interes comunitar aflate în arealul zonei de protecție. Aceasta este situată în partea central-estică a României, pe teritoriul județului Bacău, suprapus peste dealul Perchiu din Onești.

## Localizare
Aria naturală se întinde în partea sudică a județului Bacău, pe Dealul Perchiu de pe teritoriul administrativ al orașului Onești,. în apropierea drumurilor naționale DN11 și DN12A.

## Înființare
Zona a fost declarată sit de importanță comunitară prin Ordinul Ministerului Mediului și Dezvoltării Durabile Nr.1964 din 13 decembrie 2007 (privind instituirea regimului de arie naturală protejată a siturilor de importanță comunitară, ca parte integrantă a rețelei ecologice europene Natura 2000 în România) și se întinde pe o suprafață de 188,3 hectare. Situl a fost protejat și ca arie specială de conservare în mai 2022.
Aria protejată Dealul Perchiu reprezintă o zonă naturală (păduri în amestec, păduri în tranziție, terenuri arabile, culturi, vii și livezi) încadrată în bioregiunea continentală centrală a Depresiunii Tazlău-Cașin (unitate geomorfologică aflată în sudul Subcarpaților Moldovei), în bazinul hidrografic al râului Tazlău și include rezervația naturală omonimă.

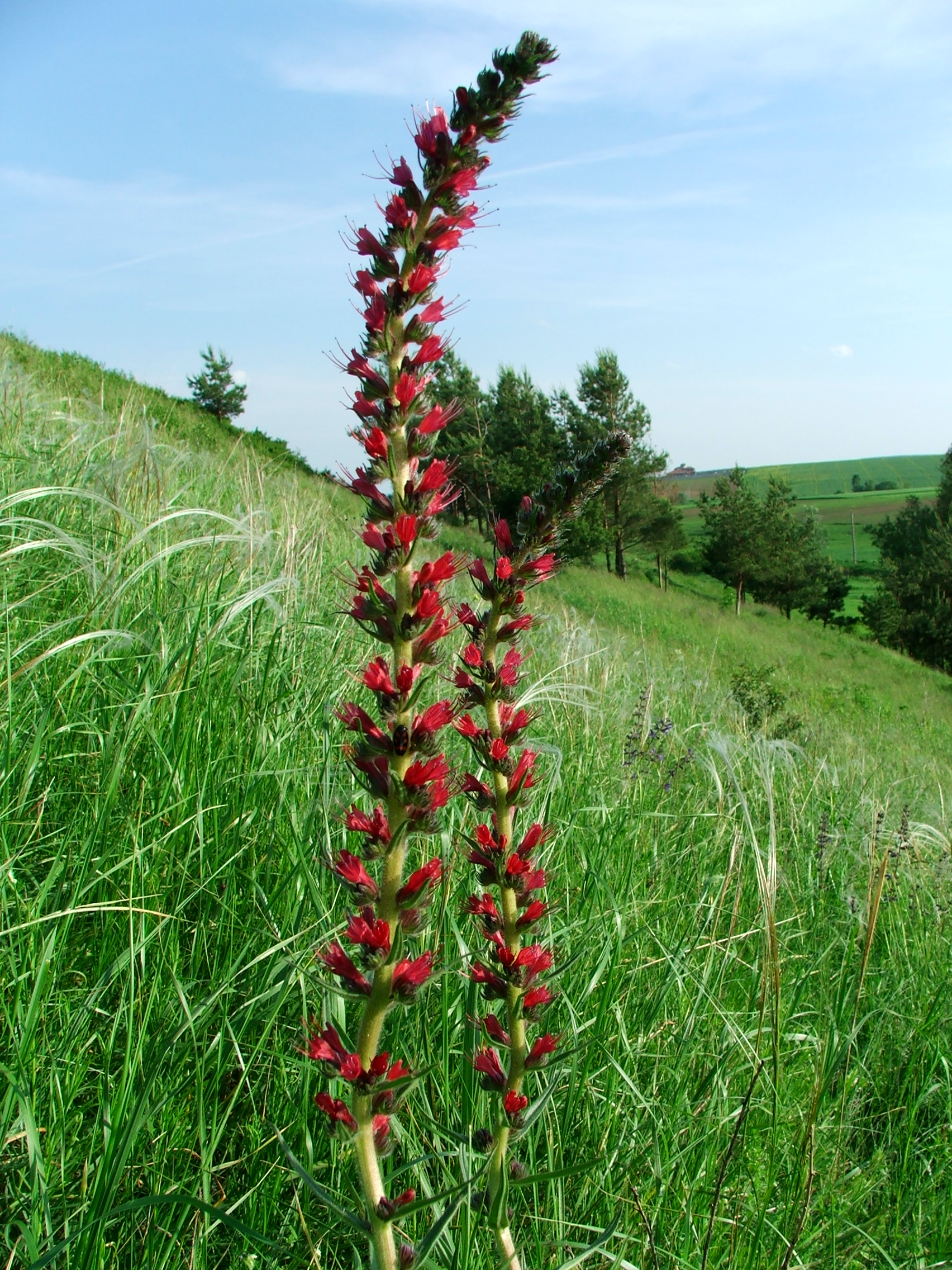
Capul-șarpelui (Echium russicum)

Situl dispune de patru tipuri de habitate (Tufărișuri de foioase ponto-sarmatice, Stepe ponto-sarmatice, Vegetație ponto-sarmatică cu Quercus pubesncens și Vegetație lemnoasă cu Salix eleagnos de-a lungul râurilor montane) și protejază mai multe specii rare din flora și fauna Moldovei.

## Biodiversitate
La baza desemnării sitului se află două elemente floristice protejate prin Directiva Consiliului European 92/43/CE (anexa I-a) din 21 mai 1992 (privind conservarea habitatelor naturale și a speciilor de faună și floră sălbatică); astfel: capul-șarpelui (Echium russicum) și stânjenelul sălbatic de stepă (Iris aphylla ssp. hungarica); care vegetează alături de alte rarități ierboase; printre care: ceapa-ciorii (Gagea pratensis), frăsinel (Dictamnus albus), didițel (Pulsatilla montana), gușa porumbelului (Silene vulgaris), liliuță (Anthericum ramosum), crin de pădure (Lilium martagon), moartea-puricelui (Inula conizae), ai sălbatic (Allium paniculatum), crucea voinicului (Hepatica transsilvanica), umbra iepurelui (Asparagus pseudoscaber) sau zambilă sălbatică (Hyacinthella leucophaea).
Fauna sitului are în componență mai multe specii de mamifere, reptile și amfibieni (unele incluse în lista roșie a IUCN); printre care: jderul de piatră (Martes foina), nevăstuică (Mustela nivalis), pisica sălbatică (Felis silvestris), hârciog european (Cricetus cricetus), dihor (Mustela putorius), viezure (Meles meles), veveriță roșcată (Sciurus vulgaris), șopârlă de munte (Lacerta vivipara), vipră (Vipera berus), broasca-roșie-de-munte (Rana temporaria), broasca mare de lac (Rana ridibunda) sau brotacul verde de copac (Hyla arborea).